# Augusto I di Brunswick-Lüneburg
Augusto di Brunswick-Lüneburg (Celle, 18 novembre 1568 – Celle, 1º ottobre 1636) fu duca di Brunswick-Lüneburg, vescovo luterano di Ratzeburg dal 1610 al 1636 e Principe di Lüneburg dal 1633 al 1636.

## Biografia
Era il terzogenito del duca di Brunswick-Lüneburg Guglielmo e della principessa Dorotea di Danimarca.
Da giovane fu colonnello al servizio di Rodolfo II d'Asburgo prendendo parte alle campagne contro la Francia e la Turchia.
Nel 1610 divenne amministratore luterano del principato-Vescovado di Ratzeburg.
Al fine di evitare aspirazioni ereditarie al principato di Ratzeburg, il Capitolo del Duomo aveva reso la carica di principe-vescovo soltanto elettiva, pertanto Augusto si impegnò a non contrarre matrimonio. Egli tuttavia convisse con Ilse Schmidtchen, dalla quale ebbe dodici figli. Questi ereditarono successivamente il titolo nobiliare prendendo il nome di von Lüneburg.
Nel 1633 Augusto successe a suo fratello Cristiano. Durante la Guerra dei trent'anni continuò la politica del fratello.

## Ascendenza
|                                            |                         |                                   | Genitori                          |  |  | Nonni |  |  | Bisnonni                     |  |  | Trisnonni                      |  |
|                                            |                         |                                   |                                   |  |  |       |  |  | Enrico di Brunswick-Lüneburg |  |  | Ottone V di Brunswick-Lüneburg |  |
|                                            |                         |                                   |                                   |  |  |       |  |  | Enrico di Brunswick-Lüneburg |  |  | Ottone V di Brunswick-Lüneburg |  |
|                                            |                         | Anna di Nassau                    |                                   |  |  |       |  |  | Enrico di Brunswick-Lüneburg |  |  |                                |  |
| Ernesto I di Brunswick-Lüneburg            |                         |                                   |                                   |  |  |       |  |  | Enrico di Brunswick-Lüneburg |  |  |                                |  |
|                                            |                         | Margherita di Sassonia            | Ernesto di Sassonia               |  |  |       |  |  |                              |  |  |                                |  |
|                                            |                         | Margherita di Sassonia            | Ernesto di Sassonia               |  |  |       |  |  |                              |  |  |                                |  |
|                                            |                         | Margherita di Sassonia            | Elisabetta di Baviera             |  |  |       |  |  |                              |  |  |                                |  |
| Guglielmo il Giovane di Brunswick-Lüneburg |                         | Margherita di Sassonia            |                                   |  |  |       |  |  |                              |  |  |                                |  |
|                                            |                         | Enrico V di Meclemburgo-Schwerin  | Magnus II di Meclemburgo-Schwerin |  |  |       |  |  |                              |  |  |                                |  |
|                                            |                         | Enrico V di Meclemburgo-Schwerin  | Magnus II di Meclemburgo-Schwerin |  |  |       |  |  |                              |  |  |                                |  |
|                                            |                         | Enrico V di Meclemburgo-Schwerin  | Sofia di Pomerania-Wolgast        |  |  |       |  |  |                              |  |  |                                |  |
| Sofia di Meclemburgo-Schwerin              |                         | Enrico V di Meclemburgo-Schwerin  |                                   |  |  |       |  |  |                              |  |  |                                |  |
|                                            |                         | Ursula del Brandeburgo            | Giovanni I di Brandeburgo         |  |  |       |  |  |                              |  |  |                                |  |
|                                            |                         | Ursula del Brandeburgo            | Giovanni I di Brandeburgo         |  |  |       |  |  |                              |  |  |                                |  |
|                                            |                         | Ursula del Brandeburgo            | Margherita di Sassonia            |  |  |       |  |  |                              |  |  |                                |  |
| Augusto I di Brunswick-Lüneburg            |                         | Ursula del Brandeburgo            |                                   |  |  |       |  |  |                              |  |  |                                |  |
|                                            | Federico I di Danimarca | Cristiano I di Danimarca          |                                   |  |  |       |  |  |                              |  |  |                                |  |
|                                            | Federico I di Danimarca | Cristiano I di Danimarca          |                                   |  |  |       |  |  |                              |  |  |                                |  |
|                                            | Federico I di Danimarca | Dorotea di Brandeburgo-Kulmbach   |                                   |  |  |       |  |  |                              |  |  |                                |  |
| Cristiano III di Danimarca                 | Federico I di Danimarca |                                   |                                   |  |  |       |  |  |                              |  |  |                                |  |
|                                            |                         | Anna del Brandeburgo              | Giovanni I di Brandeburgo         |  |  |       |  |  |                              |  |  |                                |  |
|                                            |                         | Anna del Brandeburgo              | Giovanni I di Brandeburgo         |  |  |       |  |  |                              |  |  |                                |  |
|                                            |                         | Anna del Brandeburgo              | Margherita di Sassonia            |  |  |       |  |  |                              |  |  |                                |  |
| Dorothea di Danimarca                      |                         | Anna del Brandeburgo              |                                   |  |  |       |  |  |                              |  |  |                                |  |
|                                            |                         | Magnus I di Sassonia-Lauenburg    | Giovanni V di Sassonia-Lauenburg  |  |  |       |  |  |                              |  |  |                                |  |
|                                            |                         | Magnus I di Sassonia-Lauenburg    | Giovanni V di Sassonia-Lauenburg  |  |  |       |  |  |                              |  |  |                                |  |
|                                            |                         | Magnus I di Sassonia-Lauenburg    | Dorotea di Hohenzollern           |  |  |       |  |  |                              |  |  |                                |  |
| Dorotea di Sassonia-Lauenburg              |                         | Magnus I di Sassonia-Lauenburg    |                                   |  |  |       |  |  |                              |  |  |                                |  |
|                                            |                         | Caterina di Braunschweig-Lüneburg | Enrico IV di Brunswick-Lüneburg   |  |  |       |  |  |                              |  |  |                                |  |
|                                            |                         | Caterina di Braunschweig-Lüneburg | Enrico IV di Brunswick-Lüneburg   |  |  |       |  |  |                              |  |  |                                |  |
|                                            |                         | Caterina di Braunschweig-Lüneburg | Caterina di Pomerania-Wolgast     |  |  |       |  |  |                              |  |  |                                |  |
|                                            |                         | Caterina di Braunschweig-Lüneburg |                                   |  |  |       |  |  |                              |  |  |                                |  |